# Comédie+
Pour les articles homonymes, voir Comédie (homonymie).
Comédie+, initialement intitulée Comédie! jusqu'en 2011 est une chaîne de télévision thématique payante française consacrée à l'humour, créée en 1997 sur l'initiative de Dominique Farrugia. La chaîne est dédiée en hommage comédien et humoriste disparu Bruno Carette, membre de la troupe Les Nuls, mort en 1989.
Chaîne du groupe Canal+ appartenant au groupe Vivendi, lui-même contrôlé par le groupe Bolloré depuis 2012, est est déclinée pour la zone Afrique par la chaîne Canal+ Comédie. 

## Historique
Comédie ! est créée à l'initiative de Dominique Farrugia adaptant pour la France, le concept de la chaîne américaine Comedy Central, laquelle n'arrive en France qu'à partir de l'année 2018. Le mot comédie employé dans le titre de la chaîne s'entend dans son emploi américain, exploité notamment dans l'expression The King of Comedy, soit Le roi du rire. Comédie ! commence ses émissions le 29 novembre 1997 sur Canal Satellite puis sur le câble.
En 2003, la chaîne est rachetée par Pathé qui la reformate pour en faire une mini-généraliste du rire et de l'humour. À partir du 20 septembre 2003, ses programmes débutent dès 8 heures du matin du lundi au dimanche. À la suite de son désengagement de la télévision, Pathé cède la chaîne fin 2004 à multiThématiques, filiale du groupe Canal+.
La chaîne est sélectionnée en 2002 pour figurer parmi les chaînes payantes de la télévision numérique terrestre (TNT) en canal partagé avec Cuisine TV, mais son autorisation est annulée peu de temps après. Depuis le 17 mai 2011, la chaîne s'appelle Comédie+. Dès le 1er juillet 2015, la chaîne est disponible en HD[réf. nécessaire].

### Identité graphique
Le logo de 2008 est signé Étienne Robial avec François Jouachim et Sylvain Masseron. À la suite de son changement de nom le 17 mai 2011, la chaîne arbore un nouveau logo à l'image de sa maison mère. Marc Lescop et son équipe ont réussi à préserver le système de cartouches de couleurs créé en 2008 par Étienne Robial. La nouvelle identité graphique de la chaîne est signée par l'agence suisse Water NYC qui utilise le point d'exclamation qui ne figure plus au nom de la chaîne comme le leitmotiv de ce nouvel habillage.

Logo du 29 novembre 1997 au 9 janvier 2004.
Logo du 10 janvier 2004 au 4 janvier 2008.
Logo du 5 janvier 2008 au 16 mai 2011.
Logo depuis le 17 mai 2011
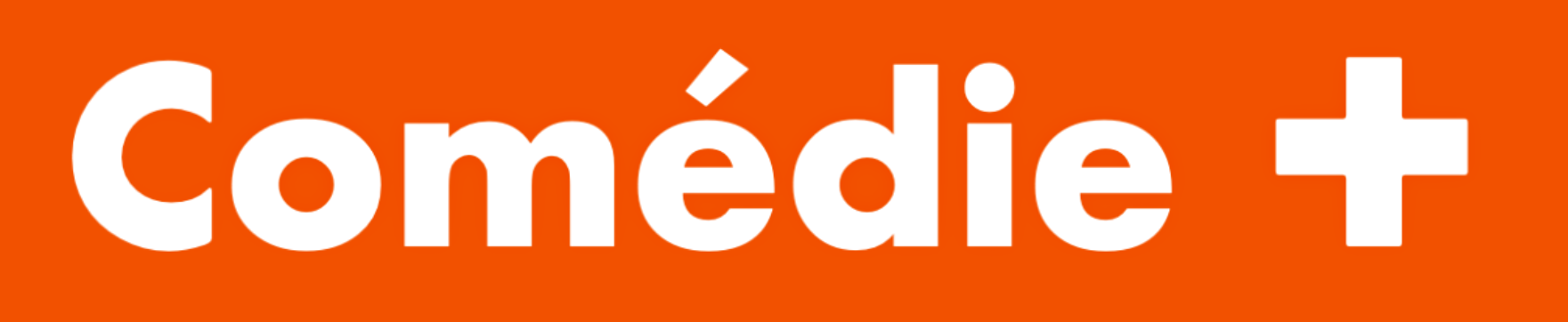
Logo utilisé à l'antenne depuis le 17 mai 2011

#### Autres logos

Logo utilisé pour les 20 ans de la chaîne en 2017.

### Slogan
- De 1997 à 2011 : « La télé qui déconne »
- De 2011 à 2015 : « La chaîne de l'humour et du rire »
- Depuis 2015 : « Restons de bon humour ! » et « La plus grande salle de spectacles d'humour ! »

### Voix off
- Hélène Sautjeau
- Pierre-Alain de Garrigues

## Organisation

### Dirigeants

#### Présidents-directeurs généraux
- Dominique Farrugia : 1997-2003
- Michel Crépon : 2003-2004
- Bruno Thibaudeau : 2004-2006
- Rodolphe Belmer

#### Directrice de la chaîne Comédie +
- Marie Bonard

### Capital
Le capital de la chaîne est initialement détenu à 66 % par Pathé, à 19 % par le groupe Canal+ et à 15 % par RF2K. La chaîne appartient à 100 % à la Société d'exploitation de la chaîne Comédie (SECC) au capital de 4 572 000 €, propriété de MultiThématiques, filiale à 100 % de Canal+ France, elle-même filiale à 80 % du groupe Canal+.

### Siège
Le siège initial de la chaîne occupe un théâtre, depuis lors détruit, situé 7, rue Pierre-Demours dans le XVIIe arrondissement de Paris, dans lequel se tournent ses émissions de plateau en public. À la suite de son rachat par Pathé, le siège de Comédie! déménage dans les anciens locaux de La Cinq, au 241, boulevard Pereire dans le XVIIe arrondissement de Paris, regroupant ses activités télévisuelles, dont la chaîne Voyage. Depuis sa reprise par MultiThématiques, le siège de la chaîne est situé dans les locaux du groupe Canal+ à l’Espace Eiffel au 1, place du Spectacle à Issy-les-Moulineaux dans les Hauts-de-Seine.

## Programmes
À ses débuts par manque de moyens, la chaîne privilégie la production de ses propres émissions, réalisées dans ses locaux rue Pierre Demours à Paris. La chaîne parraine pour les diffuser par la suite, de nombreux spectacles comiques, des One-man shows et des pièces de théâtre.

### Émissions
- La Grosse Émission : talk-show humoristique réalisé chaque soir en direct du théâtre Comédie ! 7 rue Pierre Demours, avec un invité et devant un public.
- S.L.I.P. (Sans Limites Incorruptibles et Professionnelles) : émission d'humour, faite par et pour les femmes[évasif], enregistrée en public, présentée par Anne Depétrini et Tania de Montaigne avec entre autres, Fanny Paliard, Florence Maury et Emmanuelle Cosso, Cécile Rosevaigue, Eliane Montane, Kate Ouanson, Linda Hama.
- La Grosse improvisation : émission d'une heure et demie composée de sketchs improvisés en direct et en public par Philippe Lelièvre et Benjamin Rataud à partir d'un mot et de contraintes donnés par le public, diffusé de 2000 à 2004.
- Late Show with David Letterman : émission de CBS de la veille diffusée chaque soir sous-titrée en français.
- La vie est une fête : émission happening de Cyril Hanouna diffusée en 2004.
- Demandez le programme : magazine sur l'actualité des spectacles comiques et des one-man shows.
- Drôle de série : magazine sur les séries humoristiques.
- La grande tournée.
- Les chéris d'Anne : sélection de sketchs d'humoristes à la façon de l'émission Les grands du rire, présenté par Anne Roumanoff.
- Défis et des garçons : jeu humoristique avec Sébastien Thoen , Julien Cazarre, Patrice Mercier, Pierre Samuel et Thomas Séraphine.
- Ça déconne au ciné : présentation des derniers films humoristiques sortis au cinéma chaque mercredi.
- Eh bien Bravo !, bêtisier présenté par Christine Bravo.
- Le QCMmmm, jeu présenté par Jérémy Michalak.
- La Nuit nous appartient, divertissement présenté par Mustapha El Atrassi.
- Les Givrés, bêtisier présenté par Philippe Candeloro.
- Le Meilleur du drôle des publivores, divertissement présenté par Jean-Yves Lafesse.
- Pop 1000, émission déchantée du Top 50[6].
- Ce soir avec Arthur, divertissement hebdomadaire présenté par Arthur chaque lundi, inspiré des « late-show » américains tels que le Late Late Show de Craig Ferguson
- La Fausse Émission, présenté par Philippe Gildas. L'émission a pour concept de piéger les invités d'une émission fictive en les mettant dans des situations à la fois improbables, drôles et embarrassantes.
- Enfin te voilà !, présenté par Ariane Massenet.
- Le Zap, émission de divertissement.
- Saturday Night Live, talk-show américain de la NBC de la veille diffusé le dimanche soir et sous-titrée en français.

### Séries télévisées
- Alexei show, (Alexei Sayle's Stuff) est une série télévisée britannique en 18 épisodes de 26 minutes, créée par Alexei Sayle, et diffusée du 13 octobre 1988 au 13 novembre 1991 sur le réseau BBC Two.
- 30 Rock, série américaine, créée par Tina Fey, avec Tina Fey, Alec Baldwin, Tracy Morgan, Jane Krakowski. La série se déroule dans le célèbre bâtiment new yorkais du 30 Rockefeller Plaza, et relate les vies professionnelles et personnelles des différents personnages travaillant, pour la plupart, pour TGS (The Girlie Show), une émission de télévision fictive. L'équilibre de l'émission est chamboulé par l'arrivée de Tracy Jordan, une ancienne star excentrique d'Hollywood.
- Arrested Development, série américaine, créée par Mitchell Hurwitz, avec Jason Bateman, Portia de Rossi, Will Arnett, Michael CeraMichael Cera, Alia Shawkat, Tony Hale, David Cross, Jeffrey Tambor. Michael Bluth, veuf et père d'un fils de 13 ans, décide d'aller s'installer en Arizona afin d'y commencer une nouvelle vie. Malheureusement, juste avant son départ, son père, qui dirige une entreprise, est arrêté pour une affaire d'abus de biens sociaux. Les capitaux sont bloqués, mettant dans l'embarras toute la famille habituée à un certain train de vie..
- Hero Corp, série française inédite de Simon Astier. The Lord, le plus grand super-vilain de tous les temps, a finalement été vaincu par les super-héros de l’agence Hero Corp. De retour au village, leur chef John le retrouve totalement détruit par de mystérieux bombardiers. Rejoint par Klaus et Doug, John part alors à la recherche de survivants dans les ruines du hameau, en vain. Au même moment, à Montréal, où siège le QG de l’agence Hero Corp, une guerre civile d’une rare violence éclate. Un nouveau défi d’envergure se présente à John : reformer sa troupe pour contrecarrer les plans de destruction d’un nouveau super-vilain, pire encore que The Lord…
- Mon oncle Charlie, série américaine inédite, créée par Chuck Lorre et Lee Aronsohn, avec Ashton Kutcher, John Cryer, Melanie Lynskey. Si, dans la vraie vie, Denise Richards le trouve infréquentable, à l'écran, Charlie Sheen est l'homme le plus adorable du monde. Auteur de jingles publicitaires et célibataire endurci, il est drôle et séduisant. Cinq saisons de ce régime dans Mon Oncle Charlie n'ont émoussé aucune de ses qualités. Bien au contraire. La preuve dans une sixième saison inédite !
- Rita Rocks, série américaine inédite, créée par James Berg et Stan Zimmerman, avec Nicole Sullivan, Richard Ruccolo, Tisha Campbell-Martin. Rita est juste comme vous et moi: elle bosse comme une acharnée et s'occupe de ses enfants, tout en essayant de sauver le couple qu'elle forme avec son mari Jay. Elle a donc beaucoup de temps libre et décide de monter un groupe de rock!
- Philadelphia, série américaine inédite, créée par Rob McElhenney, avec Danny DeVito, Rob McElhenney, Charlie Day, Glenn Howerton. Connaissez-vous le Paddy's? Le bar le plus hype de Philadelphie ? Ce sont quatre copains, comment dire, branchés…bouteille, qui ont toujours un coup (foireux) d'avance et un sens aigu…du n'importe quoi. Et comme on ne fait pas les choses à moitié, on vous en sert trois saisons d'un coup. À la vôtre !
- H, série française, créée par Kader Aoun et Eric Judor, avec Eric Judor, Ramzy Bedia, Jamel Debbouze. Jamel, Eric et Ramzy font leurs adieux à l'hôpital de Trappes. Il n'est pas sûr qu'il restera grand-chose du bâtiment à l'issue de cette saison. Car, pour leur départ, ils ont vu les choses en grand. Erotomanie, chirurgie et Puff Daddy: un cocktail détonant qui devrait passer un trip sous acide pour une mauvaise blague. Tous aux abris, bien planqués devant la télé.
- Alf, série américaine, créée par Paul Fusco et Tom Patchett, avec Max Wright, Anne Schedeen, Andrea Elson. Une lettre de plus qu'E.T. mais au moins autant de problèmes en perspective : supporter une famille d'humains américains des années 1980. Pour affronter ce péril, il faut être très, très méchant ou avoir une extraordinaire dose d'humour. Vu la tête d'Alf et la chaîne sur laquelle la série est diffusée, on vous laisse deviner.
- Friends, série américaine, créée par Marta Kauffman et David Crane, avec Jennifer Aniston, Courteney Cox, Lisa Kudrow. La série raconte la vie quotidienne de ces six amis, ainsi que l'évolution de leur vie professionnelle et affective.
- The Middle, série américaine, créée et produite par Eileen Heisler et DeAnn Heline, avec Patricia Heaton, Neil Flynn, Charlie McDermott, Eden Sher et Atticus Shaffer. La série raconte la vie de la famille Heck, famille moyenne américaine vivant dans l'Indiana, à travers la narration de la mère de famille interprétée par Heaton.
- Six Sexy, (Coupling) est une série télévisée britannique en 28 épisodes de 26 minutes, créée par Steven Moffat et diffusée entre le 12 mai 2000 et le 14 juin 2004 sur BBC Two. En France, la série a été diffusée à partir du 6 décembre 2000 sur Comédie ! et du 27 octobre 2007 sur France 4.
- Le Club des Gentlemen, (The League of Gentlemen) est une série télévisée britannique en 18 épisodes de 26 minutes et un épisode de 50 minutes, créée par Jeremy Dyson, Mark Gatiss, Steve Pemberton et Reece Shearsmith et diffusée du 11 janvier 1999 et le 31 octobre 2002 sur le réseau BBC Two.
- The Neighbors, série américaine inédite, diffusée à compter du 26 octobre 2013
- Anger Management, série américaine inédite
- According to Jim, série américaine inédite

- Papa bricole
- The Drew Carey Show
- Le Prince de Bel-Air
- La Vie de famille
- Cosby Show
- Cocovoit
- Madame est servie
- Caméra Café
- Classe Mannequin
- Happy Tree Friends
- South Park
- American Dad
- Lucky Luke Version 1983
- Lucky Luke Version 2001
- Un toit pour trois
- Un Gars du Queens
- Love & Money
- Rock Me Baby
- That '70s Show'
- Nicky Larson
- Seinfeld
- Daria
- Shasta
- Roseanne
- Maguy
- Marc et Sophie
- Vivement Lundi
- Jamais deux sans toi...t
- Les Simpson
- Ma sorcière bien-aimée
- Une Nounou d'enfer
- Samantha Who?
- Samantha oups !
- Les Filles d'à côté'
- Les Nouvelles Filles d'à côté
- Sauvés par le gong
- Life in Pieces
- Père malgré tout
- Parker Lewis ne perd jamais
- Parents à tout prix
- Notre Belle Famille
- Nés à Chicago
- Michael Richards Show
- Mariés deux enfants
- The Larry Sanders Show
- Infos FM
- In Case of Emergency
- Happy Family
- Inside Amy Schumer
- Happy Days
- Papa Schultz
- MASH
- Greg the Bunny
- La Fête à la maison
- Dharma & Greg
- Les Dessous de Veronica
- Cosby
- Le Célibataire
- Bush, Président
- Better Off Ted
- Les As du braquage
- The Mindy Project
- The Goldbergs
- Black-ish
- Superstore
- Looney Tunes
- Tribunal
- Benny Hill
- Palace
- Imogène
- Merci Bernard
- Voilà !
- Black Books
- Goodness Gracious Me
- Smack the Pony
- Gimme Gimme Gimme (Série_Tv)
- Perfect World (Série_Tv)
- Lock,_Stock...

### Spectacles diffusés
François-Xavier Demaison s'envole
Spectacle inédit de François-Xavier Demaison, mise en scène d'Eric Théobald. François-Xavier Demaison s'envole, et avec lui les vingt personnages déjantés qu'il habite.
Arthur en vrai
Spectacle inédit d'Arthur, mise en scène d'Isabelle Nanty. Animateur radio, présentateur de jeux télé et d'émissions barrées, personnage people, autant d'aspects qui sonnent donc faux. Le vrai Arthur, celui qui se lève tous les matins, chante sous la douche et achète sa baguette attend les spectateurs pour 100 minutes de spectacle.
Florence Foresti fait des sketches à la Cigale
Spectacle de Florence Foresti. Elle y campe une foule de personnages, comme les garçons amateurs de bidoche à 4 heures du mat et les jeunes filles pompettes après une demi-gorgée de Kir.
Laurent Ruquier, la presse est unanime
Spectacle de Laurent Ruquier, mise en scène d'Agnès Boury.
Omar et Fred, le spectacle
Spectacle d'Omar et Fred, avec Omar Sy et Fred Testot. Le duo français en remet une couche sur la connerie, le racisme, l'homophobie et tous les travers chers aux Français avec leur personnages favoris : Tata Suzanne, Super Connard, François le Français, Jean Blaguin, le pilote de ligne, Doudou, etc.
Les Chevaliers du Fiel, repas de famille
Spectacle des Chevaliers du Fiel, réalisé par Eric Godefroy, avec Éric Carrière et Francis Ginibre. Un dîner de famille qui part avec humour en une déchirure familiale d'une basse méchanceté.
Julie Ferrier, aujourd'hui c'est ferrier !
Avec Julie Ferrier, mise en scène d'Isablle Nanty. Julie Ferrier dans son spectacle : sketchs, métamorphoses, danses et frénésie comique.
Tom Novembre, les poissons ne meurent pas d'apnée
Spectacle inédit d'Emmanuel Robert-Espalieu, mise en scène de Christophe Lidon, avec Tom Novembre et Roland Marchisio. Tom Novembre est chic, même à la piscine, même en maillot et bonnet de bain. Roland Marchisio est, lui, comme un poisson dans l'eau dans cette piscine, surtout en maillot et bonnet de bain. Ni l'un ni l'autre ne nage. Ils devisent. Ils pérorent. Ils ergotent. Ils raisonnent et déraisonnent dans un étrange ballet (en aucun cas aquatique) pour un théâtre des profondeurs, un théâtre qui coule de source.

### Rediffusions
- Les Nuls L'émission : L'émission en direct-live diffusée sur Canal+ entre 1990 et 1992 et créée par Les Nuls a été souvent rediffusée sur Comédie.

- Burger Quiz : Comédie a rediffusé le jeu décalé d'Alain Chabat (Canal+ entre 2001 et 2002).

## Diffusion
Comédie+ est diffusée par satellite sur Canalsat et ses déclinaisons, ainsi que sur la plupart des réseaux câblés en France, Belgique, Luxembourg et Suisse.
Depuis le 1er juillet 2016, la chaîne a cessé d'émettre sur Numericable.